# 水井敏捷
水井敏捷（日语：／ Mizui Hirari，2000年7月22日—），日本女子羽毛球运动员，日本國家羽毛球隊现役B队队员。奈良縣出生，2019年4月从福岛县立双叶未来学园高等学校毕业，现隶属于NTT東日本株式会社神奈川事业部，並為該社的羽毛球隊成員，隊員編號6號，其母亲是日本羽毛球锦标赛曾经的女子单打三连冠得主：水井妃佐子。

## 簡歷
2017年10月，水井敏捷随日本隊出戰印尼日惹舉行的世界青年羽毛球錦標賽，在混合团体赛中帮助日本队取得铜牌。
2018年4月，水井敏捷在全国高等学校选拔羽毛球大会上一人独得女单、女双两枚金牌；随后又在同年8月的全国高等学校综合体育大会羽毛球竞技大会中取得女单、女团冠军，完成国内的“春夏连霸”。
2018年7月，随日本隊出戰印尼雅加达舉行的亞洲青年羽毛球錦標賽，混合团体赛半决赛中，日本队以3比0的比分击败马来西亚队，决赛0比3不敌中国获得银牌。而在女子单打方面，水井敏捷在1/4决赛中击败了2017年亚青赛亚军，泰国选手披提亚蓬·猜万；半决赛时，以1比2（18-21、21-18、18-21）的比分惜败中国选手周萌，止步四强。同年10月，她代表日本参加在阿根廷布宜诺斯艾利斯举办的夏季青年奥林匹克运动会羽毛球比赛。在率先进行的女子单打项目中，水井敏捷以小组第二的成绩止步，无缘晋级淘汰赛；她在随后的混合团体项目中被分到Theta队，最终帮助队伍获得一面铜牌。
2019年1月，水井敏捷参加爱沙尼亚羽毛球国际系列赛并闯入女子单打决赛，在决赛中以1比2（21-8、17-21、11-21）的比分不敌队友高橋明日香获得亚军。这也是她在成年组国际公开赛事中取得的首枚奖牌。同期1月，她出战瑞典羽毛球公开赛，在女单準决赛以1比2（18-21、21-15、16-21）不敌队友的漆崎真子。同年2月，她出战老撾羽毛球國際系列賽，在女单準决赛以1比2（21-15、18-21、14-21）不敌赛会2号种子、青奥会季军的披提亚蓬·猜万。

## 主要比賽成績
只列出曾進入準決賽的國際賽事成績：
| 年份   | 賽事                       | 公開賽級別 | 項目     | 成績   |
| ------ | -------------------------- | ---------- | -------- | ------ |
| 2017年 | 世界青年羽毛球錦標賽       | 其他       | 混合團體 | 季軍   |
| 2018年 | 亞洲青年羽毛球錦標賽       | 其他       | 混合團體 | 亞軍   |
| 2018年 | 亞洲青年羽毛球錦標賽       | 其他       | 女子單打 | 半决赛 |
| 2018年 | 世界青年羽毛球錦標賽       | 其他       | 混合團體 | 季軍   |
| 2018年 | 青年奧林匹克運動會羽球比賽 | 其他       | 混合團體 | 铜牌   |
| 2019年 | 爱沙尼亚羽毛球国际系列赛   | 國際系列賽 | 女子單打 | 亞軍   |
| 2019年 | 瑞典羽毛球公开赛           | 國際系列賽 | 女子單打 | 準決賽 |
| 2019年 | 老撾羽毛球國際系列賽       | 國際系列賽 | 女子單打 | 準決賽 |
| 2019年 | 越南羽毛球國際挑戰賽       | 國際挑戰賽 | 女子單打 | 冠軍   |
| 2019年 | 印尼羽毛球國際挑戰賽       | 國際挑戰賽 | 女子單打 | 亞軍   |
| 2019年 | 马来西亚羽毛球國際挑戰賽   | 國際系列賽 | 女子單打 | 準決賽 |
| 2022年 | 亞洲羽毛球團體錦標賽       | 其他       | 女子團體 | 季軍   |
| 2022年 | 比利時羽毛球國際賽         | 國際挑戰賽 | 女子單打 | 亞軍   |
| 2022年 | 波蘭羽毛球國際賽           | 國際系列賽 | 女子單打 | 冠軍   |
| 2022年 | 北港羽毛球國際賽           | 國際挑戰賽 | 女子單打 | 亞軍   |
| 2022年 | 挪威羽毛球國際賽           | 國際系列賽 | 女子單打 | 準決賽 |
| 2023年 | 越南羽毛球國際挑戰賽       | 國際挑戰賽 | 女子單打 | 準決賽 |
| 2023年 | 大阪羽毛球國際挑戰賽       | 國際挑戰賽 | 女子單打 | 準決賽 |
| 2023年 | 高雄羽球大師賽             | 超級100賽  | 女子單打 | 半决赛 |

| 2007-2017年 | 首要超級賽 | 超級賽 | 黃金大獎賽 | 大獎賽 | 國際挑戰賽 | 國際系列賽 | 未來系列賽 | 其他 |

| 2018-2026年 | 總決賽 | 超級1000賽 | 超級750賽 | 超級500賽 | 超級300賽 | 超級100賽 | 國際挑戰賽 | 國際系列賽 | 未來系列賽 | 其他 |